# Mazda 121
Der Mazda 121 ist ein Kleinwagen des Automobilherstellers Mazda.
Gebaut wurde der 121 von Anfang 1987 bis Frühjahr 2003, als die Produktion mit Einführung des Mazda2 eingestellt wurde. Während seiner Bauzeit erfuhr der 121 zweimal einen Modellwechsel. Zudem wurde der Mazda Demio in Australien als Mazda 121 Metro verkauft.
Der Modellname 121 wurde auch zwischen 1975 und 1981 für Modelle des Mazda RX-5 mit Hubkolbenmotor verwendet.

## 121 (Typ DA, 1987–1991)
Die von Anfang 1987 bis Frühjahr 1991 gebaute und DA genannte erste Generation des 121 war ein gemeinsames Projekt mit Ford und Kia, wobei der Mazda dem Kia Pride und dem Ford Festiva glich. Die europäische Version wurde auf dem Genfer Auto-Salon 1988 vorgestellt.
Die Ausstattung des 121 war relativ karg (es gab keine Zentralverriegelung, keine elektrischen Fensterheber und keine Servolenkung), jedoch bestach er durch ein klug durchdachtes Raumkonzept. Trotz seiner kompakten Abmessungen war der Innenraum ausreichend, sogar im Fond. Dies wurde durch eine verschiebbare Rückbank erreicht. Den Mechanismus (analog zu einem Vordersitz) konnte man sowohl vom Fond als auch vom Kofferraum aus bedienen. Somit war es möglich, bei größerer Zuladung im Kofferraum noch rund 20 cm in der Länge dazu zu gewinnen. Weiterhin konnten die Rücklehnen der Sitze im Heck nicht nur nach vorne, sondern auch nach hinten abgeklappt werden. Dadurch war es möglich, unter Einbeziehung der Vordersitze (nach Entfernung der Kopfstützen) eine komplette Liegefläche zu erlangen.
Der 121 DA war auch mit einem elektrischen Stoff-Faltdach, dem sogenannten Canvas Top, als Mazda 121 CT (in Australien Mazda 121 Fun Top) erhältlich.
1989 wurde der 121 überarbeitet, Änderungen außen betrafen einen neuen Frontgrill, sowie ein neues Kombiinstrument und neue Sitze im Innenraum.

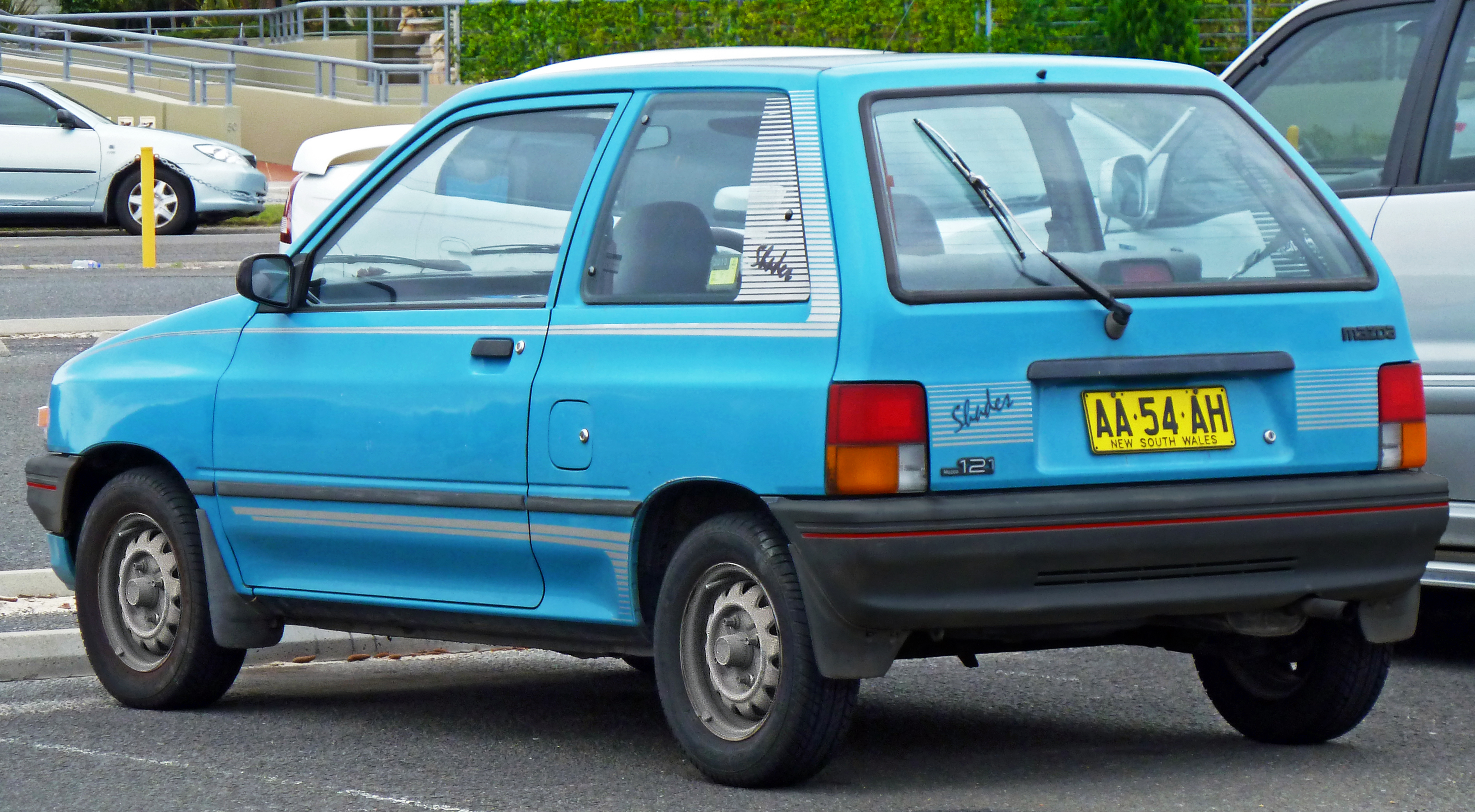
Heckansicht
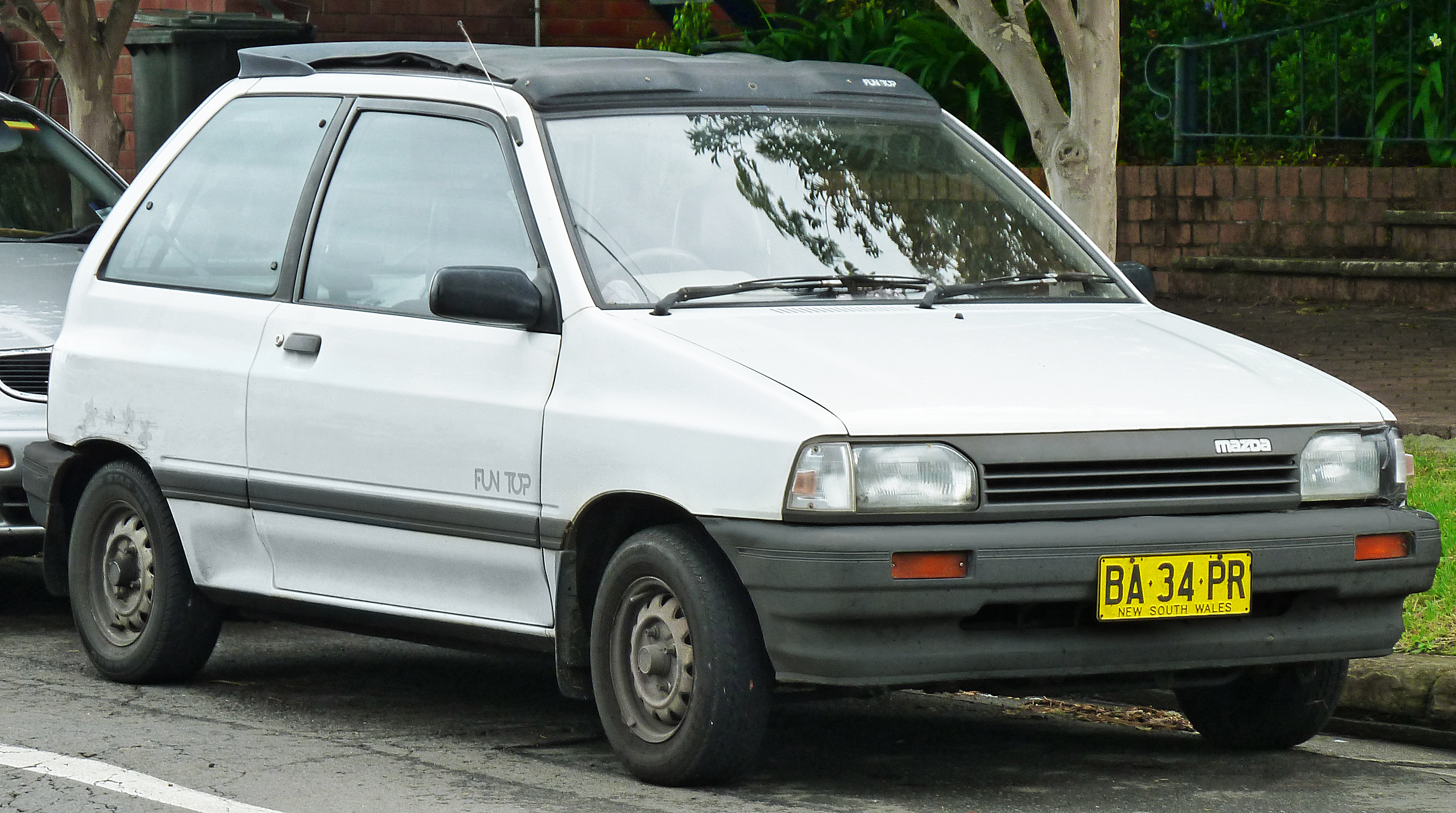
Mazda 121 CT (1987–1989)
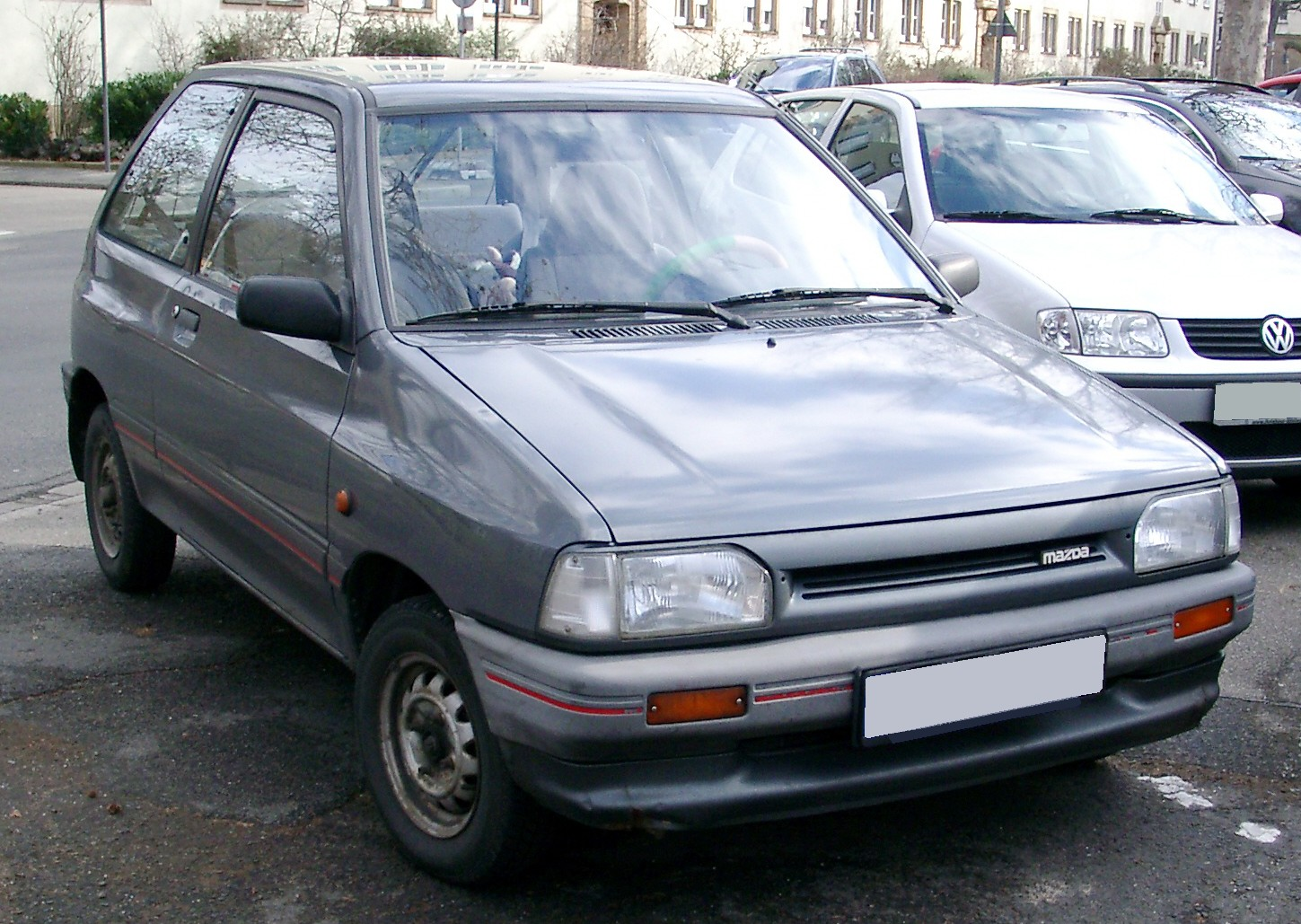
Mazda 121 (1989–1991)
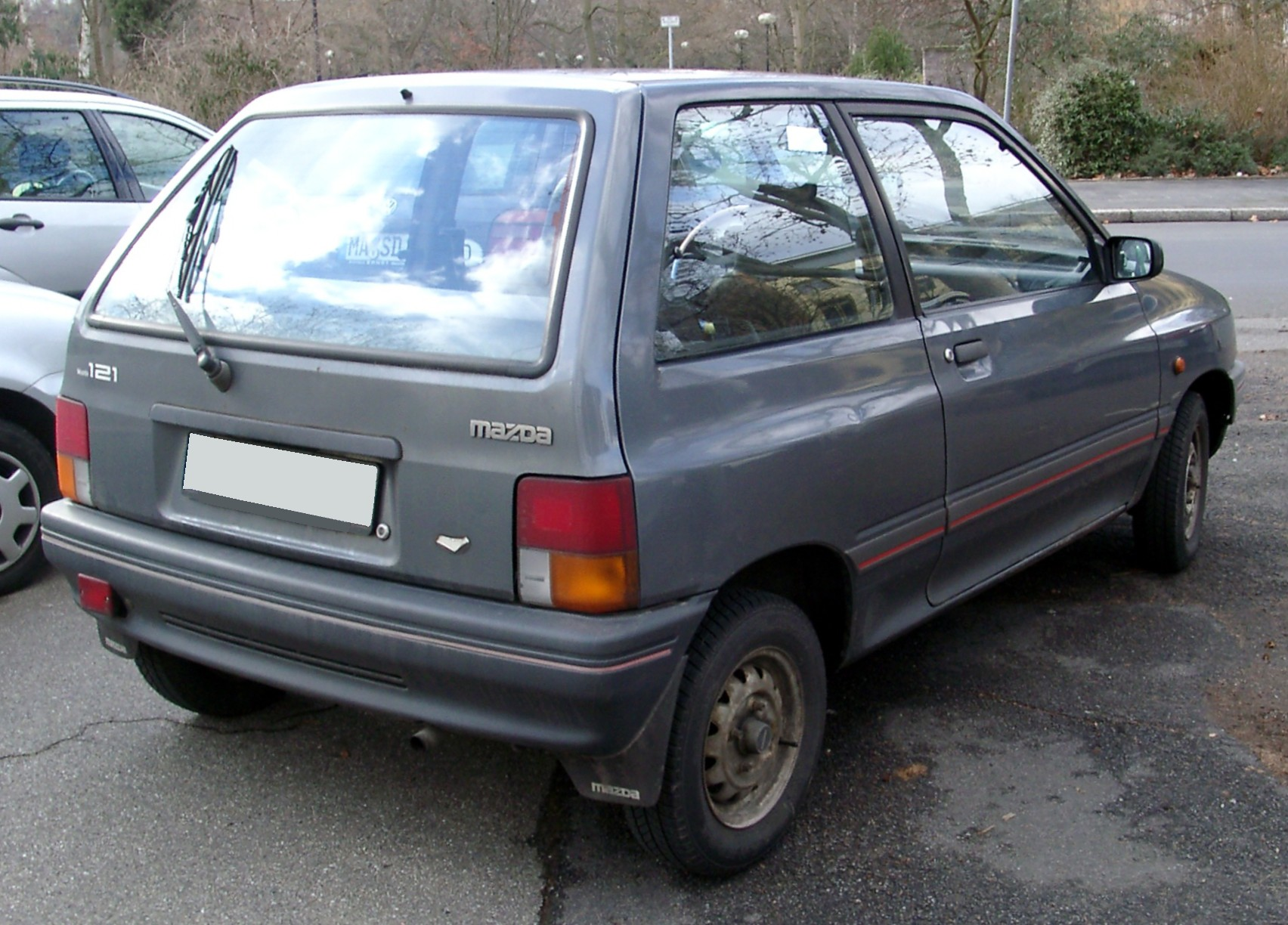
Heckansicht

Motoren
- 1.1 mit 1139 cm³, 42 kW (1988–1990)
- 1.3 mit 1324 cm³, 40 kW (1989–1991)
- 1.3 mit 1324 cm³, 44 kW (1988–1990)  - Heckansicht
  - Mazda 121 CT (1987–1989)
  - Mazda 121 (1989–1991)
  - Heckansicht

## 121 (Typ DB, 1990–1998)

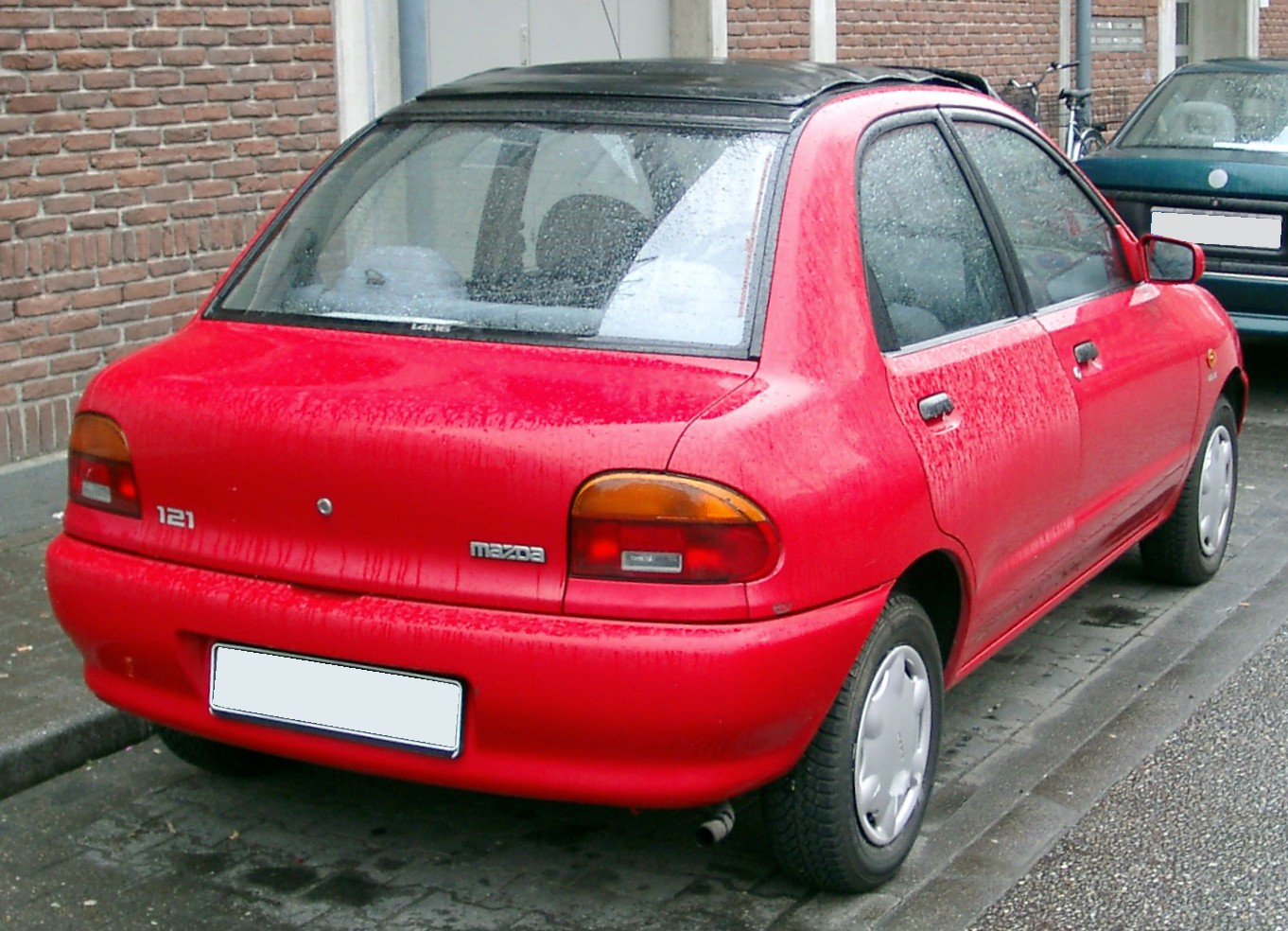
Heckansicht
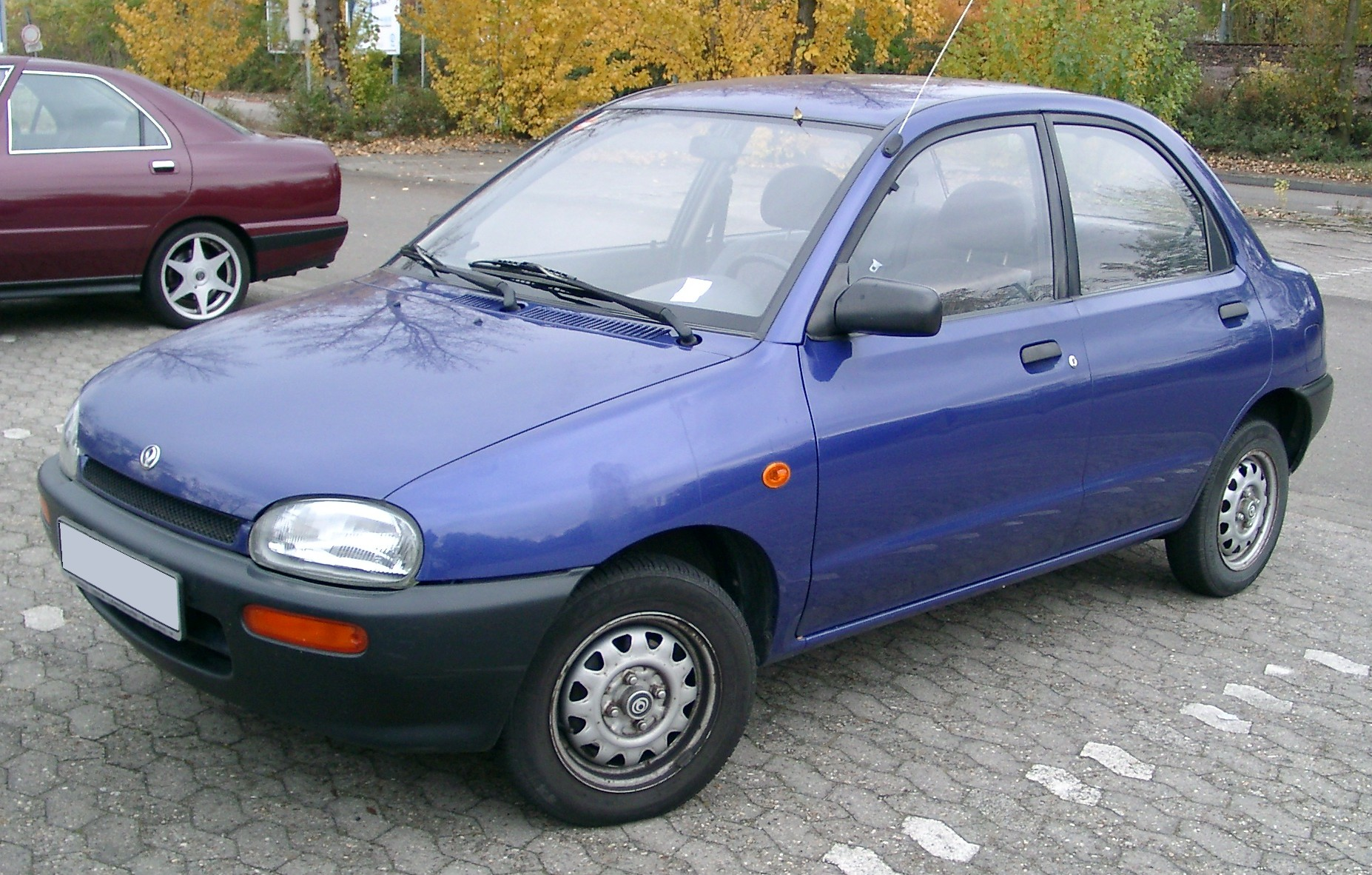
Mazda 121 (1994–1996)
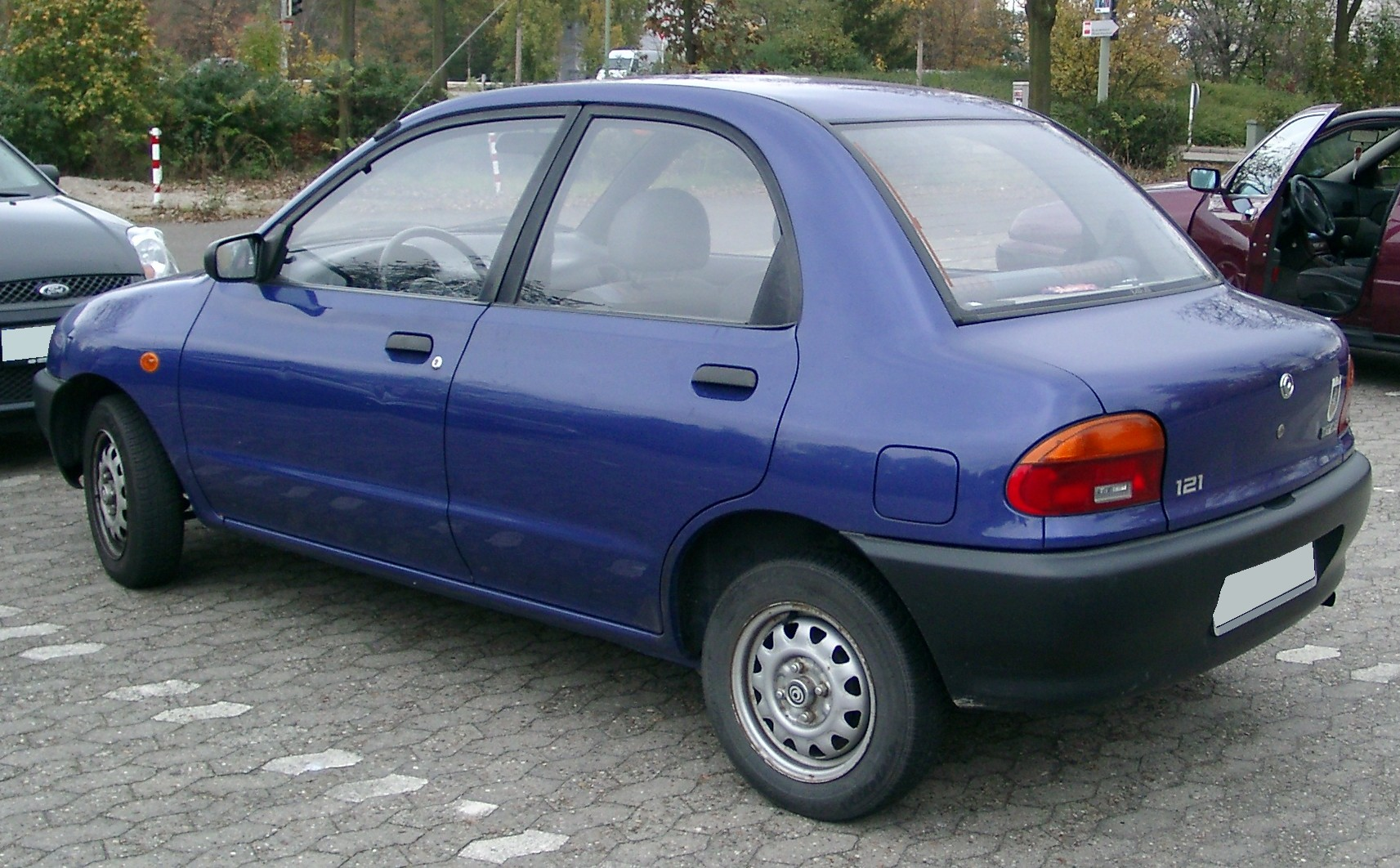
Heckansicht
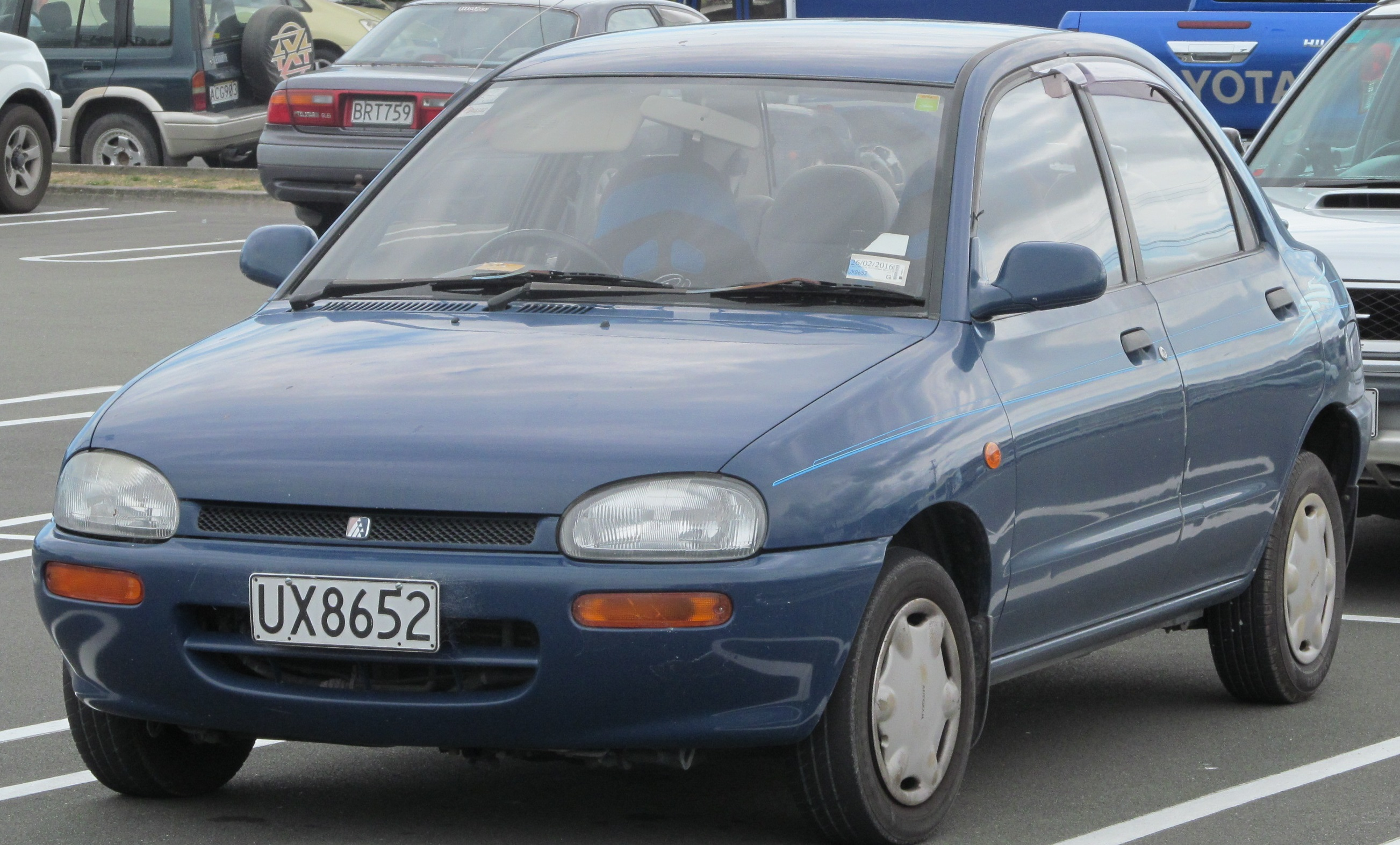
Autozam Revue (1990–1994)
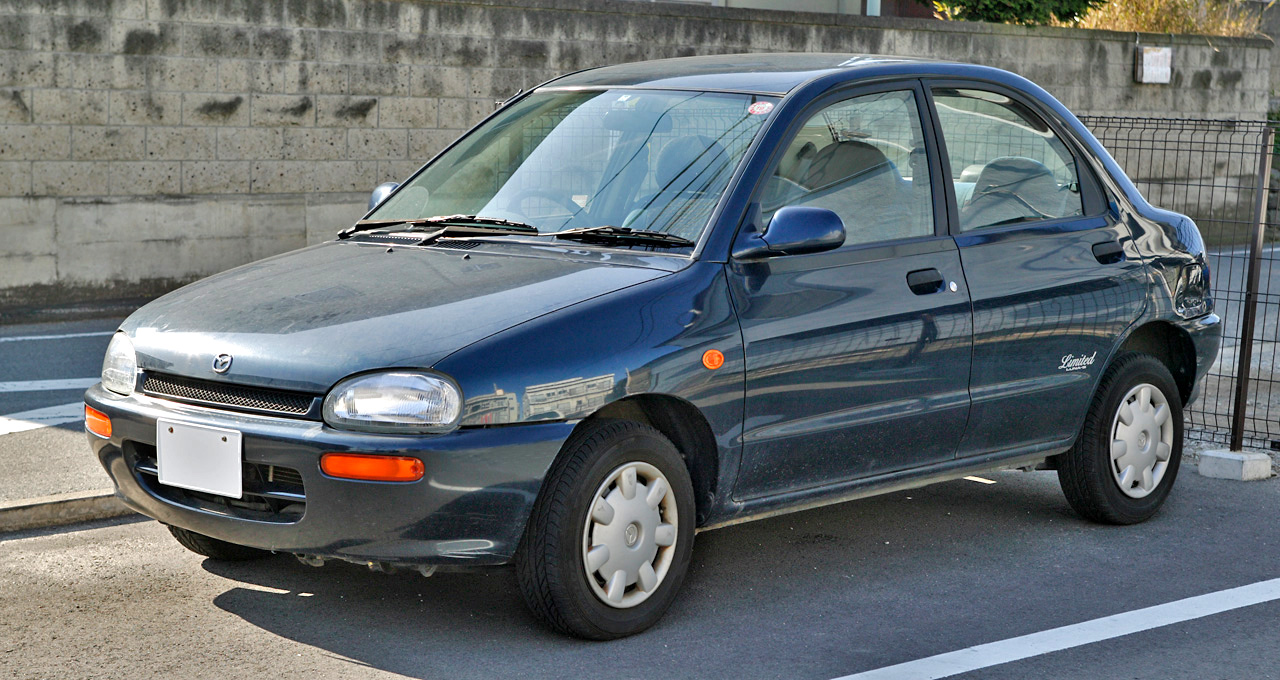
Mazda Revue (1994–1998)

Der DB, welcher von September 1990 bis Juni 1998 gebaut wurde (außerhalb Europas: Autozam Revue, ab 1994 Mazda Revue), war eine Mazda-Eigenentwicklung und hatte kein Schräg-, sondern ein Stufenheck.
In Europa wurde er zwischen Anfang 1991 und Frühjahr 1996 verkauft. Wegen des rundlichen Aussehens wird diese Generation oft mit Spitznamen wie „Ei“, „Käseglocke“, „Buckelchen“ oder „Bubble Car“ bedacht. Die Idee des Designs war, keine Ecken und Kanten im Auto zu haben. Diese Idee wurde auch weitgehend umgesetzt.
Im Vergleich zu seinem Vorgänger wurde der DB im Innenraum besser und hochwertiger verarbeitet. Auch gab es hier je nach Modell eine umfangreichere Ausstattung wie z. B. ein beleuchtetes Zündschloss, Zentralverriegelung und elektrische Fensterheber vorne. Außerdem war dieses Modell mit Klimaanlage erhältlich.
Wie sein Vorgängermodell war auch der DB mit einem Canvas Top erhältlich. Anders als beim DA ließ dieses sich von vorne nach hinten wie auch von hinten nach vorne öffnen.
Die Modellvarianten unterschieden sich abgesehen von der Motorisierung auch in der Lackierung; waren beim Einstiegsmodell die Stoßfänger aus schwarzem Plastik, so waren diese beim stärker motorisierten Modell in Wagenfarbe mitlackiert. Das Gleiche galt auch für die Seitenspiegel.
Motoren
- 1.1 8V mit 1138 cm³, 40 kW (54 PS) (1990–1993, nur für einige Exportländer)
- 1.3 16V mit 1324 cm³, 39 kW (53 PS), Euro 1 (1990–1996)
- 1.3 16V mit 1324 cm³, 53 kW (72 PS), Euro 1 (1990–1998)
- 1.5 16V mit 1498 cm³, 65 kW (88 PS) (1991–1998, nur für Japan)  - Heckansicht
  - Mazda 121 (1994–1996)
  - Heckansicht
  - Autozam Revue (1990–1994)
  - Mazda Revue (1994–1998)

## 121 (Typ JASM/JBSM, 1996–2003)
Im März 1996 wurde der DB von der als JASM (Fünftürer) beziehungsweise JBSM (Dreitürer) bezeichneten dritten Generation abgelöst. Dieser war wieder eine gemeinsame Entwicklung mit Ford. Diesmal teilte er sich mit dem Fiesta ’96 die technische Basis sowie das Außendesign. Beide Modelle konnte man nur durch das Markenlogo und leicht veränderte Front- und Heckschürzen unterscheiden.
1997 erhielt der 121 gemeinsam mit anderen Mazda-Modellen das neue Mazda-Logo.
Anfang 2000 erhielt der Mazda 121 ein Facelift, unter anderem waren die Fahrzeuge nun mit neuen Leuchten und geänderten Schürzen (wie der Fiesta ’99) ausgestattet. Die Unterschiede zwischen den beiden Modellen blieben jedoch geringfügig.
Im Gegensatz zum populären Fiesta war dem 121 der dritten Generation nie ein großer Verkaufserfolg beschieden.
Obwohl der Fiesta ’99 bereits Ende 2001 durch einen komplett neu entwickelten Nachfolger abgelöst wurde, wurden die Plattform und die Technik des Fiesta ’99 für den Mazda 121 beibehalten, bis dieser im April 2003 schließlich vom Mazda2 abgelöst wurde.
Motoren
- 1.3 mit 1299 cm³, 37 kW (50 PS)
- 1.3 mit 1299 cm³, 44 kW (60 PS)
- 1.25 16V mit 1242 cm³, 55 kW (75 PS)
- 1.8D mit 1753 cm³, 44 kW (60 PS)
- 1.8DiTD mit 1753 cm³, 55 kW (75 PS, ab 2000)[1]

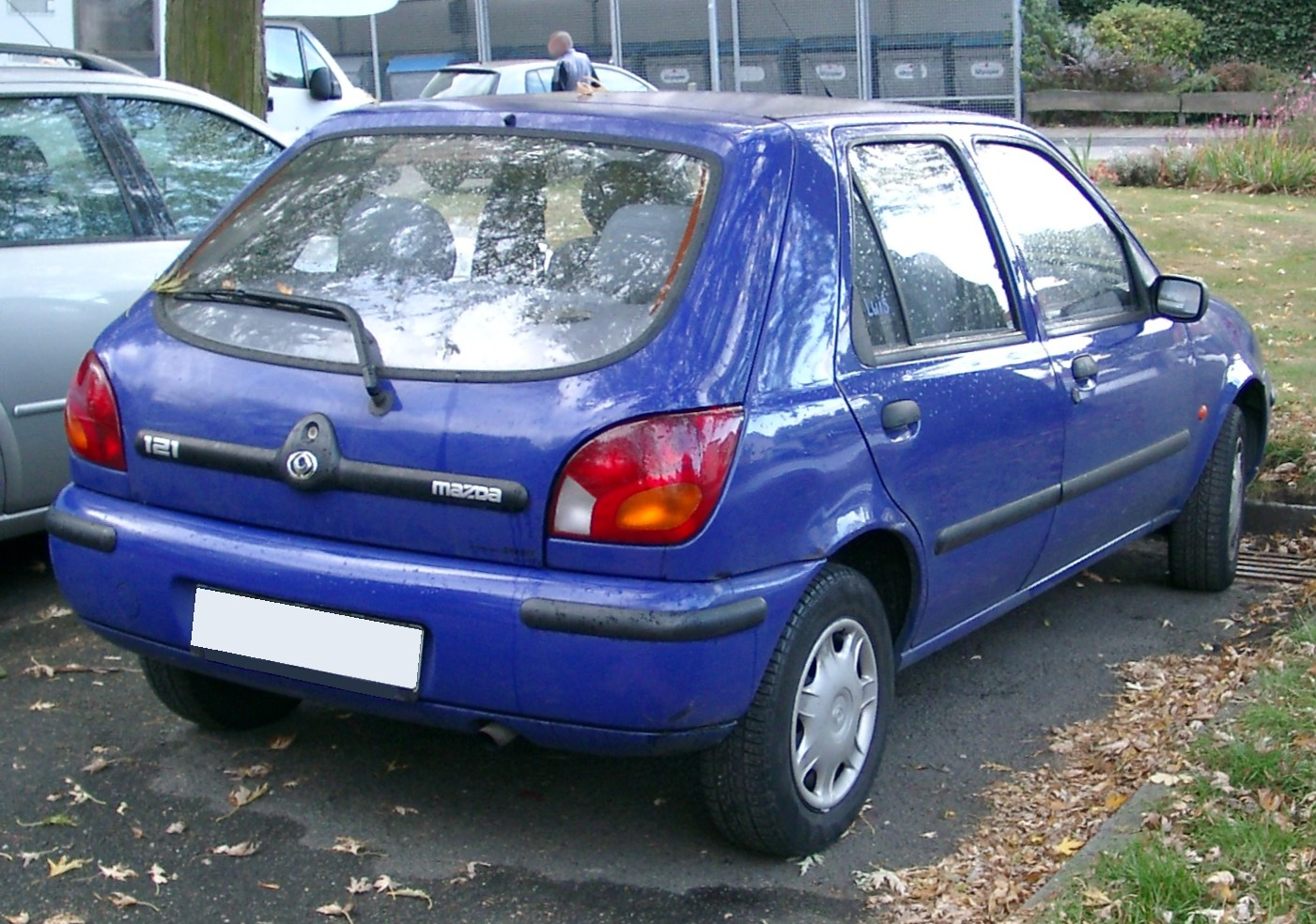
Heckansicht
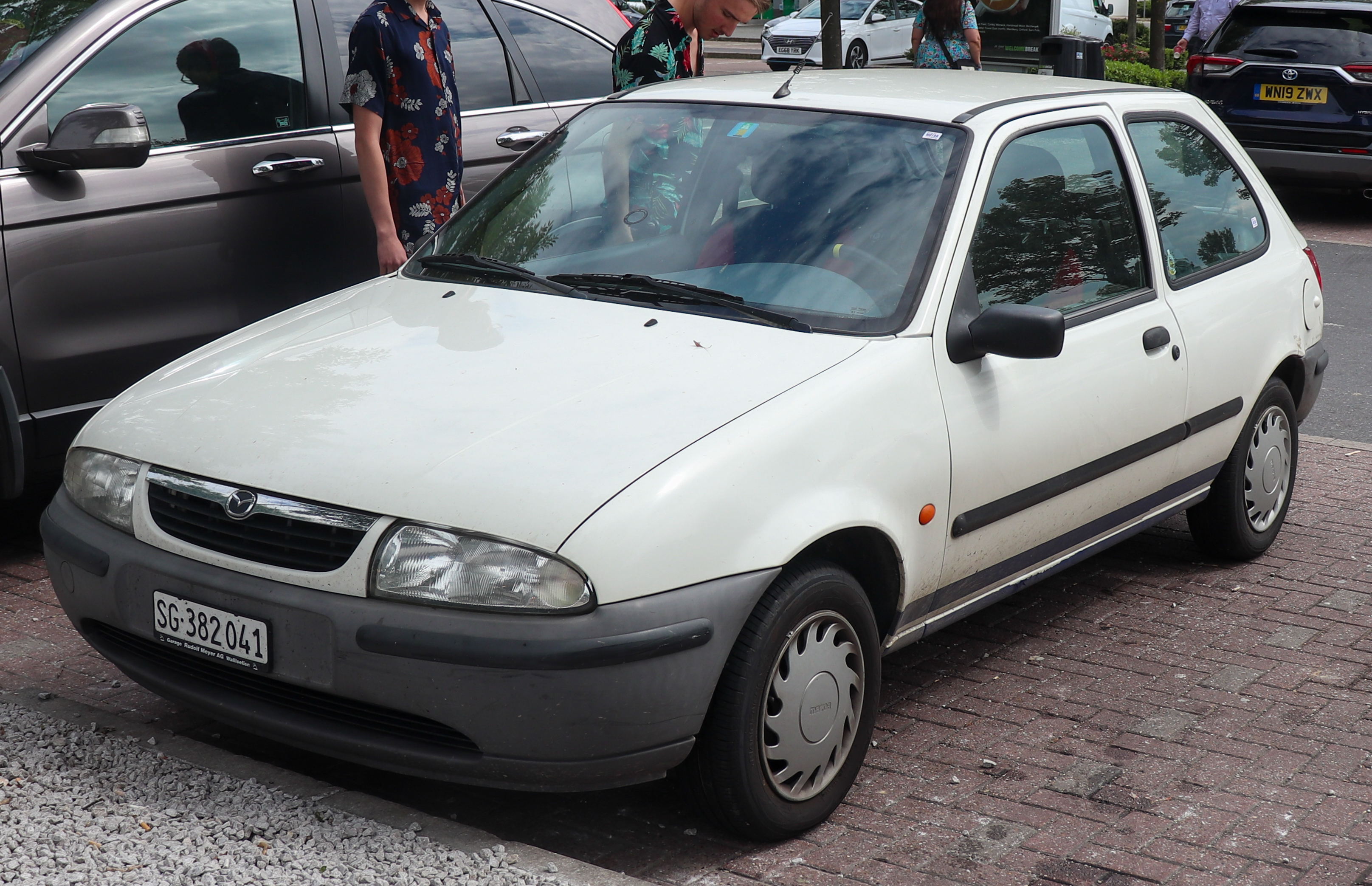
Mazda 121 Dreitürer (1997–2000)
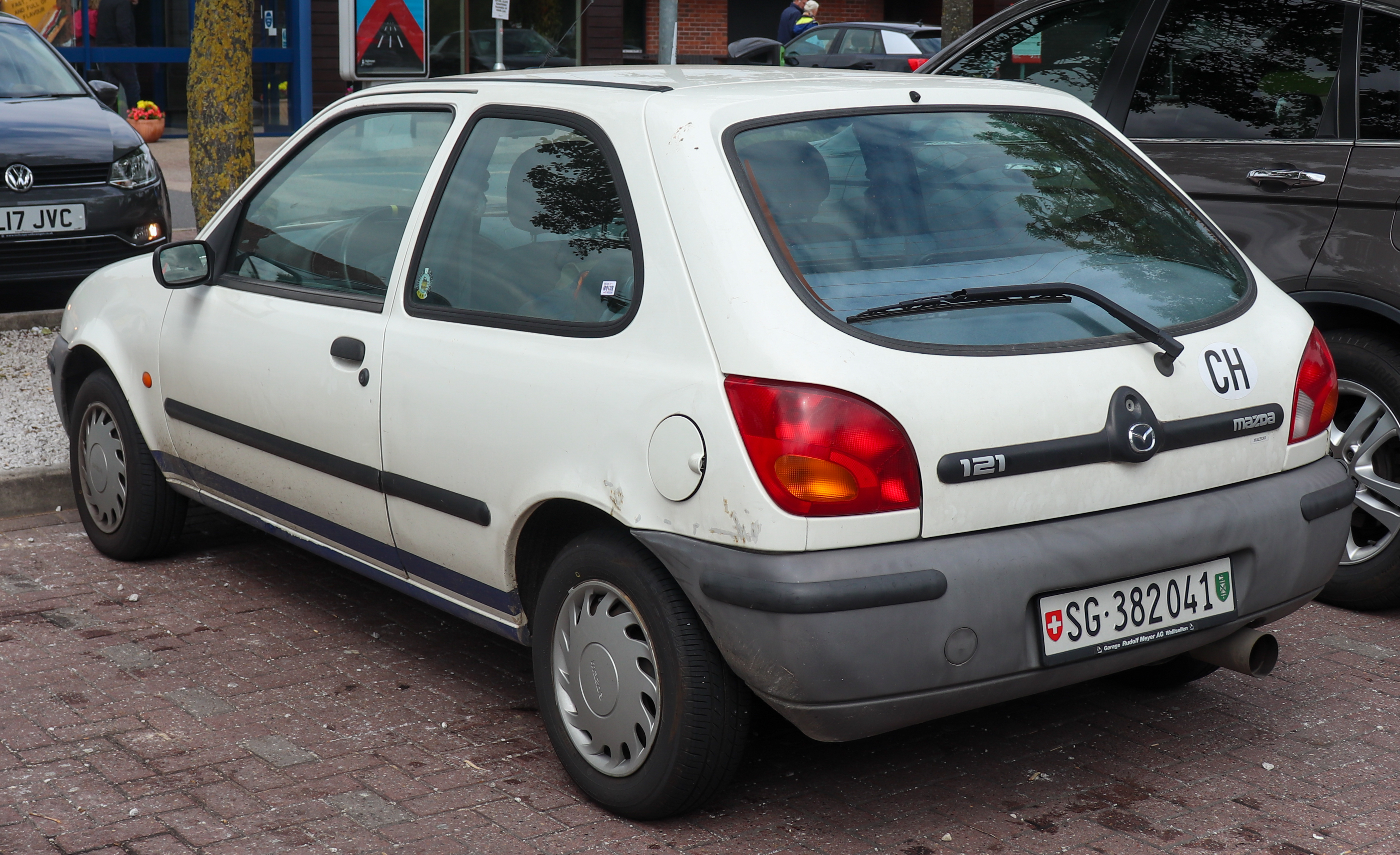
Heckansicht
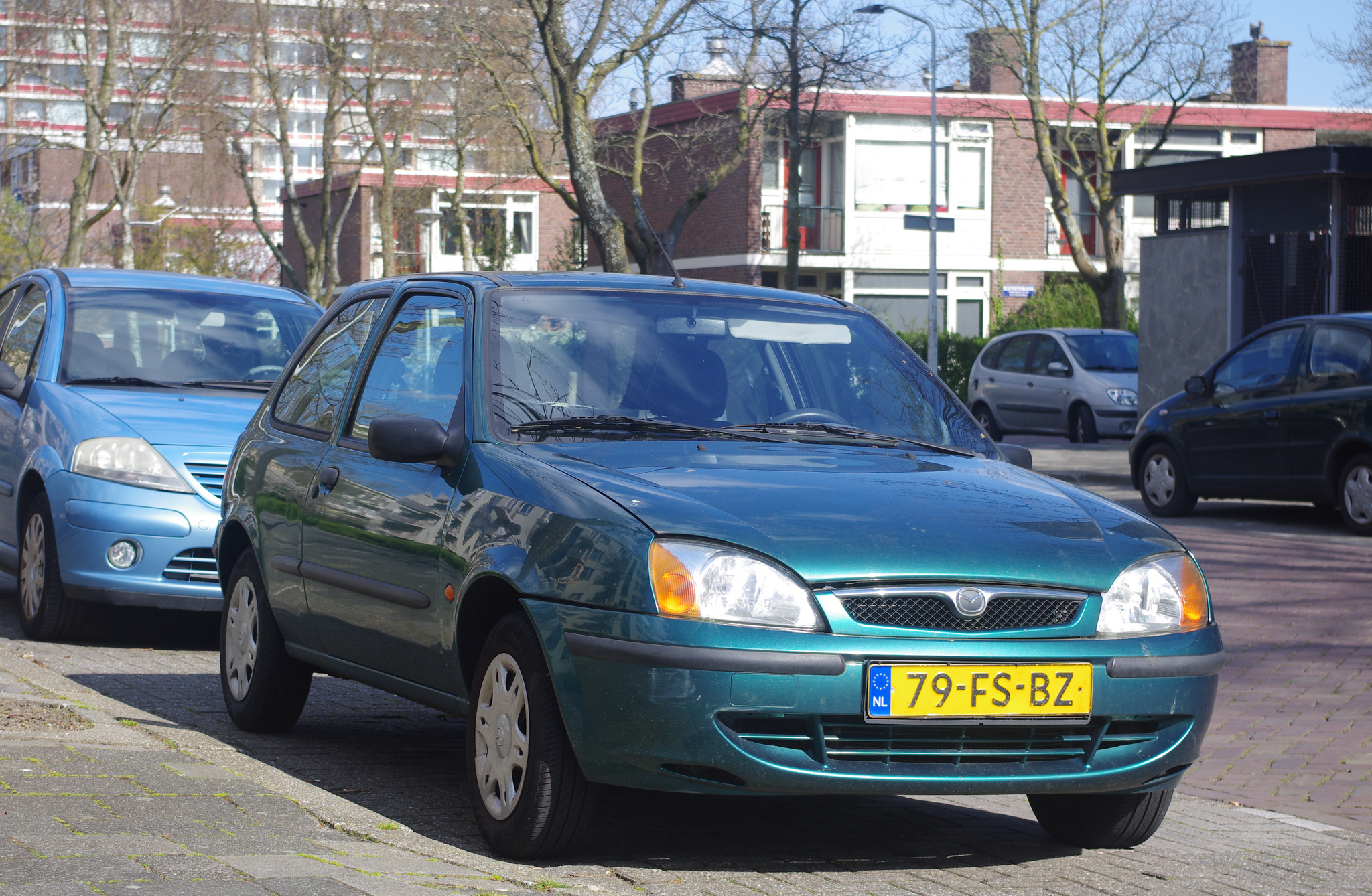
Facelift (2000–2003)

| Mazda 121 1996–2003              | Mazda 121 1996–2003                                        | Mazda 121 1996–2003                                        | Mazda 121 1996–2003                                        | Mazda 121 1996–2003                                        | Mazda 121 1996–2003                                        |
|                                  | 1.25 i 16V (1996–2003)                                     | 1.3 i (1996–2003)                                          | 1.3 i (1996–2003)                                          | 1.8 D (1996–2000)                                          | 1.8 Di (2000–2003)                                         |
| -------------------------------- | ---------------------------------------------------------- | ---------------------------------------------------------- | ---------------------------------------------------------- | ---------------------------------------------------------- | ---------------------------------------------------------- |
| Motor:                           | 4-Zylinder-Reihenmotor (Viertakt)                          | 4-Zylinder-Reihenmotor (Viertakt)                          | 4-Zylinder-Reihenmotor (Viertakt)                          | 4-Zylinder-Reihenmotor (Viertakt)                          | 4-Zylinder-Reihenmotor (Viertakt)                          |
| Motortyp:                        | Zetec-SE                                                   | Endura-E                                                   | Endura-E                                                   | Endura-DE                                                  | Endura-DI                                                  |
| Hubraum:                         | 1242 cm³                                                   | 1299 cm³                                                   | 1299 cm³                                                   | 1753 cm³                                                   | 1753 cm³                                                   |
| Bohrung × Hub:                   | 71,9 × 76,5 mm                                             | 74 × 75,5 mm                                               | 74 × 75,5 mm                                               | 82,5 × 82 mm                                               | 82,5 × 82 mm                                               |
| Leistung bei 1/min:              | 55 kW (75 PS) 5200                                         | 37 kW (50 PS) 4500                                         | 44 kW (60 PS) 5000                                         | 44 kW (60 PS) 4800                                         | 55 kW (75 PS) 4000                                         |
| Max. Drehmoment bei 1/min:       | 110 Nm 4000                                                | 94 Nm 2500                                                 | 103 Nm 2500                                                | 105 Nm 2500                                                | 140 Nm 1900                                                |
| Gemischaufbereitung:             | Elektronische Einspritzung                                 | Elektronische Einspritzung                                 | Elektronische Einspritzung                                 | Diesel-Einspritzpumpe                                      | Direkteinspritzung, Garrett-Turbolader                     |
| Ventilsteuerung:                 | DOHC, Zahnriemen                                           | OHV, Seitl. Nockenwelle, Kette                             | OHV, Seitl. Nockenwelle, Kette                             | OHC, Zahnriemen                                            | OHC, Zahnriemen                                            |
| Kühlung:                         | Wasserkühlung                                              | Wasserkühlung                                              | Wasserkühlung                                              | Wasserkühlung                                              | Wasserkühlung                                              |
| Getriebe:                        | 5-Gang-Getriebe (1,25i a.W. mit stufenloser CTX-Automatik) | 5-Gang-Getriebe (1,25i a.W. mit stufenloser CTX-Automatik) | 5-Gang-Getriebe (1,25i a.W. mit stufenloser CTX-Automatik) | 5-Gang-Getriebe (1,25i a.W. mit stufenloser CTX-Automatik) | 5-Gang-Getriebe (1,25i a.W. mit stufenloser CTX-Automatik) |
| Radaufhängung vorn:              | MacPherson-Federbeine, Dreieckslenker, Schraubenfedern     | MacPherson-Federbeine, Dreieckslenker, Schraubenfedern     | MacPherson-Federbeine, Dreieckslenker, Schraubenfedern     | MacPherson-Federbeine, Dreieckslenker, Schraubenfedern     | MacPherson-Federbeine, Dreieckslenker, Schraubenfedern     |
| Radaufhängung hinten:            | Verbundlenkerachse, Schraubenfedern                        | Verbundlenkerachse, Schraubenfedern                        | Verbundlenkerachse, Schraubenfedern                        | Verbundlenkerachse, Schraubenfedern                        | Verbundlenkerachse, Schraubenfedern                        |
| Karosserie:                      | Stahlblech, selbsttragend                                  | Stahlblech, selbsttragend                                  | Stahlblech, selbsttragend                                  | Stahlblech, selbsttragend                                  | Stahlblech, selbsttragend                                  |
| Spurweite vorn/hinten:           | 1429/1373 mm                                               | 1429/1373 mm                                               | 1429/1373 mm                                               | 1429/1373 mm                                               | 1429/1373 mm                                               |
| Radstand:                        | 2445 mm                                                    | 2445 mm                                                    | 2445 mm                                                    | 2445 mm                                                    | 2445 mm                                                    |
| Länge:                           | 3828 mm                                                    | 3828 mm                                                    | 3828 mm                                                    | 3828 mm                                                    | 3828 mm                                                    |
| Leergewicht:                     | 930–1015 kg                                                | 930–1015 kg                                                | 930–1015 kg                                                | 930–1015 kg                                                | 930–1015 kg                                                |
| Höchstgeschwindigkeit:           | 160–170 km/h                                               | 143–153 km/h                                               | 143–153 km/h                                               | 155 km/h                                                   | 168 km/h                                                   |
| Beschleunigung 0–100 km/h:       | 12,7–15,6 s                                                | 15,9–19,5 s                                                | 15,9–19,5 s                                                | 17,4 s                                                     | 14,3 s                                                     |
| Verbrauch (Liter/100 Kilometer): | 6,4–6,7 S                                                  | 6,4 S                                                      | 6,4 S                                                      | 5,7 D                                                      | 5,0 D                                                      |